# نایجل دیوی
نایجل دیوی (انگلیسی: Nigel Davey؛ زادهٔ ۲۰ ژوئن ۱۹۴۶) بازیکن فوتبال است.
از باشگاه‌هایی که در آن بازی کرده‌است می‌توان به باشگاه فوتبال روترهام یونایتد اشاره کرد.